# 전설의 고향 - 1997년
《전설의 고향 - 1997년》은 1997년 7월 12일부터 1997년 10월 5일까지 KBS 2TV에서 방영된 전설의 고향 시리즈 중 1997년판이다. 평균 시청률는 19.1% (당시 MSK 미디어 서비스 코리아)이다.
한편, 11화 '사굴'이 제 10회 한국방송작가상 드라마 부문 최종 후보에 오르기도 했지만"순수 창작물"이란 규정에 미달되어 탈락하기도 했으며 24화 '사신의 미소'는 81년 8월 방영된 것을 컴퓨터그래픽으로 특수영상을 보완해 다시 내보기도 했다.

## 제1화: 구미호(九尾狐)
개요
- 방영일 : 1997년 7월 12일
- 극　본 : 임충
- 연　출 : 김상기
- 줄거리 : 효자 칠복이 구미호를 만난 후 벌어지는 이야기

등장 인물

주요 인물
- 송윤아 : 묘령의 여인 정씨 (구미호) 역
- 안승훈 : 칠복 역
- 김지영 : 칠복의 어머니 역

그 외 인물
- 오혜수 : 낭자 역
- 김덕현 : 도령 역
- 권병준 : 머슴 역
- 진운성 : 머슴 역
- 이종만 : 무사 역
- 정의갑 : 무사 역
- 안현식 : 투전꾼 역
- 조정국 : 투전꾼 역
- 유현지 (아역) : 달래 (구미호의 딸) 역

## 제2화: 지네바위
개요
- 방영일 : 1997년 7월 13일
- 극　본 : 임충, 박영숙
- 연　출 : 신현수
- 줄거리 :

등장 인물

주요 인물
- 전미선 : 소복 여인 (지네) 역
- 이지형 : 장선달 역
- 김진해 : 의문의 백발 노인 (지네) 역
- 신구 : 개성상인 역

그 외 인물
- 강만희 : 서생 역
- 장순국 : 집사 역
- 박세범 : 등짐장수 역
- 정은숙 : 장선달의 부인 역
- 전문식 : 나무꾼 역
- 최석호 : 하인 역
- 강보경 (아역) : 장선달의 딸 역
- 이영훈 (아역) : 장선달의 큰아들 역
- 김대진 (아역) : 장선달의 작은아들 역

## 제3화: 딸의 혼령(魂靈)
개요
- 방영일 : 1997년 7월 19일
- 극　본 : 백영숙
- 연　출 : 정성효
- 줄거리 : 가짜 혼령에 대한 이야기

등장 인물

주요 인물
- 김규리 : 월례 역
- 장서희 : 춘매 역
- 정재순 : 월례의 어머니 역
- 박주아 : 춘매의 어머니 역

그 외 인물
- 전현 : 김길동 (월례의 약혼자) 역
- 이치우 : 퇴마사 역

## 제4화: 씨내리
개요
- 방영일 : 1997년 7월 20일
- 극　본 : 임충
- 연　출 : 김종선
- 줄거리 :

등장 인물

주요 인물
- 임경옥 : 박씨 역
- 박진성 : 박씨의 남편 역
- 신구 : 시아버지 역
- 김석옥 : 시어머니 역
- 이한위 : 박씨의 새 남편 역

그 외 인물
- 김진태 : 하인 역
- 이동신 : 지나가는 선비 역
- 이한나 : 홍씨 역
- 서미애 : 송씨 역
- 황민 : 제주 역
- 김미성 : 삼월 역
- 유세민 (아역) : 어린박씨 역

## 제5화: 가는이 고개
개요
- 방영일 : 1997년 7월 26일
- 극　본 : 임충
- 연　출 : 김종선
- 줄거리 :

등장 인물

주요 인물
- 이계인 : 방두수 역
- 장서희 : 방두수의 부인 역
- 박진성 : 암행어사 역
- 오현철 : 덕이 (방두수의 아들) 역

그 외 인물
- 이원용 : 지나가는 선비 역

## 제6화: 이어도(離於島)
개요
- 방영일 : 1997년 7월 27일
- 극　본 : 임충
- 연　출 : 김상기
- 줄거리 : 제주도에 여인들이 살고 있는 섬 이야기

등장 인물

주요 인물
- 박순천 : 김영댁 역
- 김규철 : 부 서방 (김영댁의 남편) 역

그 외 인물
- 이휘향 : 이어도의 여왕 역
- 김지영 : 노파 역

## 제7화 ~ 제8화: 검룡소애(劍龍沼愛)
개요
- 방영일 : 1997년 8월 2일 ~ 1997년 8월 3일
- 극　본 : 최민수
- 연　출 : 전기상
- 줄거리 :

등장 인물

주요 인물
- 최정윤 : 전생 소애 / 현생 단영 (뱀) 역
- 이세창 : 전생 이무기 / 현생 윤성도 역
- 박용우 : 전생 무조 / 현생 이창현 역
- 정허스님 : 전생 수하 / 현생 검룡소 스님 역

그 외 인물
- 김하균 : 강력계 형사 (이창현의 선배) 역
- 강경헌 : 정혜정 (윤성도의 애인) 역
- 류순철 : 단영이 외할아버지 역
- 문미봉 : 단영이 외할머니 역
- 이주리 : 사진모델 역
- 곽정희 : 슈퍼 아주머니 역
- 이철민 : 윤성도의 후배 역

## 제9화: 삼신할미와 마마대왕
개요
- 방영일 : 1997년 8월 9일
- 극　본 : 임경아
- 연　출 : 문보현
- 줄거리 : 아들을 원하는 집안에 실수로 계속 딸을 점지해줘 딸만 여럿이라 난처해하는 삼신할미와 그녀가 머무는 마을에 와서 천연두를 퍼트리는 깽판을 치려는 마마대왕이 한바탕 싸우다 마마대왕이 우위를 점하나 그를 막기 위해 마마대왕의 아내인 귀신에게 아이를 점지할테니 얌전히 지내라고 협상한다. 이후 여러 일들이 있다가 출산이 다가온 마마대왕의 아내가 산통으로 고생하나 아이가 나오지 않자 겁을 먹은 마마대왕이 삼신할미에게 빌면서 어떻게 좀 해달라고 애원하자 그제서야 말썽 안 피우겠다는 다짐을 받고 아이가 나오게 한다. 그러나 마마대왕이 원한 아들이 아닌 딸이 나오자 마마대왕이 따지는데, 삼신할미는 "내가 아이를 점지해준다고 했지, 아들 점지한다고는 안 했다."라고 대답해 데꿀멍시킨다. 마지막에 아들을 얻자 거하게 잔치를 연 농부 가족과 마을을 뒤로 하며 삼신할미와 마마대왕 가족은 작별한다.

등장 인물

주요 인물
- 김진태 : 마마대왕 역
- 사미자 : 삼신할미 역
- 노현희 : 마마대왕의 부인 역

그 외 인물
- 손종범 : 지나가는 나그네 역
- 구자미
- 조양자
- 한경선

## 제10화: 천도(天桃)
개요
- 방영일 : 1997년 8월 10일
- 극　본 : 윤상수
- 연　출 : 오동석
- 줄거리 :

등장 인물

주요 인물
- 윤손하
- 김태우
- 강민경 : 선녀 역
- 이원종

그 외 인물

## 제11화: 사굴(蛇窟)
개요
- 방영일 : 1997년 8월 16일
- 극　본 : 임충
- 연　출 : 오동석
- 줄거리 : 제주 구좌읍 김녕리 마을 동쪽에 큰 굴이 있는데, 여기에서 큰 뱀이 살았다고 하여 '뱀굴[蛇窟]'이라고 한다. 이 뱀에게 매년 처녀 한 사람을 제물로 올려 큰굿을 했다. 만일 굿을 하지 않으면 뱀이 곡식밭을 다 휘저어 버려 대흉년이 들었다. 그런데 양반집에서는 딸을 내놓지 않았기 때문에 평민의 딸이 희생되게 마련이었다. 그래서 평민의 딸은 시집을 갈 수가 없었다. 그즈음, 조선 중종 때 서린이라는 판관이 제주에 부임해 왔다. 서린 판관은 뱀굴의 소문을 듣고 괴이한 일이라며 분개하였다. 곧 술, 떡, 처녀를 올려 굿을 하라 하고, 몸소 군졸을 거느리고 뱀굴에 이르렀다. 굿이 시작되어 한참이 지나자 과연 어마어마한 크기의 뱀이 나와 술과 떡을 먹고 처녀를 잡아먹으려고 하였다. 이때 서 판관은 군졸과 함께 달려들어 창검으로 뱀을 찔러 죽였다. 이것을 본 심방(무당)이 “빨리 말을 달려 성(현재의 제주 읍성) 안으로 가십시오. 어떤 일이 있어도 뒤를 돌아보아선 안 됩니다.”라고 일러 주었다. 서 판관은 말에 채찍을 놓아 무사히 성의 동문 밖까지 이르렀다. 이때 군졸 한 사람이 “뒤쪽으로 피비[血雨]가 옵니다.”라고 외쳤다. “무슨 비가, 피비가 오는 법이 있느냐?”라고 하며 서 판관이 무심코 뒤를 돌아보았다. 그러자마자 서 판관은 그 자리에 쓰러져 죽었다. 죽은 뱀의 피가 하늘에 올라가 비가 되어 서 판관의 뒤를 쫓아온 것이다. 그 후로 판관 서린의 기념비를 세우게 되었다.

등장 인물

주요 인물
- 차광수 : 판관 서린 역
- 김경응 : 판관 서린의 부하 역
- 변소정 : 각심 (막산의 부인) 역
- 김용준 : 막산 역
- 정진화 : 구렁이 역

그 외 인물
- 김을동 : 무당 역
- 이일웅 : 초심 역
- 이대로 : 노인 역

## 제12화: 효불효교(孝不孝橋)
개요
- 방영일 : 1997년 8월 17일
- 극　본 : 임충, 손지현
- 연　출 : 문보현
- 줄거리 : 세 아들이 홀로 된 어머니를 위하여 다리를 놓는다는 이야기

등장 인물

주요 인물
- 김용선 : 월성의 어머니 역
- 이한위 : 박 장수 역

그 외 인물
- 서갑숙 : 봉구의 어머니 역
- 김덕현 : 지나가는 나무꾼 역
- 최재원 : 지나가는 나무꾼 역

## 제13화 ~ 제14화: 순장(殉葬)
개요
- 방영일 : 1997년 8월 23일 ~ 1997년 8월 24일
- 극　본 : 백영숙
- 연　출 : 정성효
- 줄거리 : 백제여인 단아는 화랑을 따라 순장되고, 무덤이 발굴되자 인부가 마신 물로 인해 죽자 노박사는 제자인 명우와 함께 무덤 발굴에 나선다. 명우는 단아의 원귀와 만나 단아의 이야기를 듣고 단아는 대학 강의실, 거리 등에 나타나 화랑을 찾으러 나선다. 막판에 화랑과 함께 있게 되었으니 천년 뒤 영혼이 자유로워졌다는 제사장의 말이 이로부터 수백년 뒤에 이뤄졌다.

등장 인물

주요 인물
- 전현 : 명우 역
- 안연홍 : 단아 역
- 안성민 : 화랑 역
- 신귀식 : 노 박사 역
- 양재성 : 최 사장 역

그 외 인물
- 함석훈 : 인부 장씨 역
- 임대호 : 박 형사 역
- 류순철 : 제사장 역
- 박현정 : 선영 (명우의 애인) 역
- 이용태 : 황 비서 역

## 제15화: 5월에 내리는 서리
개요
- 방영일 : 1997년 8월 30일
- 극　본 : 임충, 박영숙
- 연　출 : 강일수
- 줄거리 : 여색을 탐하는 호색한의 달콤한 속삭임과 이후 버림 받아 죽게된 여인의 복수 이야기

등장 인물

주요 인물
- 김규철 : 이 선비 역
- 강양화 : 소연 역
- 송재호 : 소연의 아버지 역

그 외 인물
- 이대로
- 장덕수

## 제16화: 걸귀(乞鬼)
개요
- 방영일 : 1997년 8월 31일
- 극　본 : 최민수
- 연　출 : 이덕건
- 줄거리 : 굶다가 죽은 금분의 이야기

등장 인물

주요 인물
- 조현숙 : 금분 역
- 이주희 : 은분 역
- 이민우 : 성산 역
- 변희봉 : 금분의 아버지 역
- 김석옥 : 시어머니 허씨 역
- 김용준 : 성균 (금분의 남편) 역

그 외 인물
- 서권순 : 만만이의 어머니 역
- 박상욱 : 만만이 역

## 제17화: 포흠 삼천냥(逋欠 三天雨)
개요
- 방영일 : 1997년 9월 6일
- 극　본 : 임충
- 연　출 : 안영동
- 줄거리 : 삼천냥의 빚을 갚아 준 돌장승의 이야기

등장 인물

주요 인물
- 윤철형 : 칠성 역
- 김흥기 : 백발의 노인 (돌장승) 역

그 외 인물
- 박칠용 : 칠성의 아버지
- 김하균 : 덕수의 아버지 역
- 기정수 : 주모의 남편 역
- 문창길 : 대감 역

## 제18화: 귀녀(鬼女)
개요
- 방영일 : 1997년 9월 7일
- 극　본 : 윤영수
- 연　출 : 신현수
- 줄거리 : 혼례를 치르지 못하고 죽은 처녀 총각의 한을 달래기 위해 이승을 떠난 짝을 찾아 영혼 결혼식을 치러주던 풍습을 다룬 이야기

등장 인물

주요 인물
- 이승신 : 월아 역
- 임호 : 김영 역
- 이혜련 : 홍이 역
- 이원발 : 저승사자 역
- 황민 : 대사 역
- 이칸희 : 수선 역

그 외 인물
- 심양홍 : 수선의 아버지 역
- 김형자 : 수선의 어머니 역
- 김준모 : 월아의 전 약혼자 역

## 제19화: 혈화(血花)
개요
- 방영일 : 1997년 9월 13일
- 극　본 : 최민수
- 연　출 : 이재영
- 줄거리 : 피가 부족해서 꽃으로 환생한 모란의 이야기

등장 인물

주요 인물
- 강양화 : 모란 역
- 김용준 : 시헌 역
- 홍영자 : 시헌의 어머니 역
- 신귀식 : 박 진사 (시헌의 아버지) 역
- 하미혜 : 모란의 어머니 역
- 강경헌 : 정옥 (시헌의 부인) 역

그 외 인물
- 장인한 : 스님 역

## 제20화: 모정불심(母情佛心)
개요
- 방영일 : 1997년 9월 14일
- 극　본 : 이수재
- 연　출 : 이강현
- 줄거리 : 장수를 살리고자 했던 어머니의 감동적인 이야기

등장 인물

주요 인물
- 조양자 : 장수의 어머니 역
- 노현희 : 의문의 여인 (구렁이) 역
- 이지형 : 장수 역
- 윤덕용 : 장수의 아버지 역
- 주호성 : 도사 역

그 외 인물
- 정명환 : 나무꾼 역

## 제21화: 국화령(菊花靈)
개요
- 방영일 : 1997년 9월 20일
- 극　본 : 류갑열
- 연　출 : 최지영
- 줄거리 :

등장 인물

주요 인물
- 하재영 : 이 선비 역
- 이주경 : 국화녀 역

그 외 인물
- 박준규
- 손호균

## 제22화: 망자(亡者)의 소원
개요
- 방영일 : 1997년 9월 21일
- 극　본 : 임충, 박영숙
- 연　출 : 문보현
- 줄거리 : 열녀문이 세워진 이야기

등장 인물

주요 인물
- 이민우 : 박문수 역
- 강인기 : 김 선비 역
- 공정인 : 김 선비의 부인 역

그 외 인물
- 이한위 : 도적 역
- 이재식 : 지나가는 선비 역
- 고동현 : 흰옷을 입은 선비 역
- 안홍진 : 선비 역
- 박칠용 : 하인 역

## 제23화: 환향녀(還響女)
개요
- 방영일 : 1997년 9월 27일
- 극　본 : 윤상수
- 연　출 : 오동석
- 줄거리 :

등장 인물

주요 인물
- 김청 : 송씨부인 역
- 태민영 : 송씨부인의 남편 역
- 박주아 : 송씨부인의 시어머니 역
- 성인규 (아역) : 종원 (송씨부인의 아들) 역

그 외 인물
- 금보라 : 남편의 새 부인 역
- 안병경 : 배 서방 역
- 박칠용 : 신 서방 역
- 이대로 : 송씨부인의 시아버지 역

## 제24화: 사신(死神)의 미소
개요
- 방영일 : 1997년 9월 28일
- 극　본 : 박병우
- 연　출 : 최상식
- 줄거리 :
- 특이사항 : 1981년작

등장 인물

주요 인물
- 하미혜
- 백윤식 : 백도빈 역
- 최선자 : 저승사자 역
- 강부자
- 사미자
- 남일우
- 백준기
- 양영준

그 외 인물
- 이한나
- 유가영
- 김봉근
- 곽정희
- 박현정
- 홍영자
- 김동수
- 최주봉
- 이현두
- 박재주
- 임영식
- 김유행
- 이학수
- 이미영
- 정종준
- 이두섭
- 홍요섭

## 제25화: 도미(都彌)의 처
개요
- 방영일 : 1997년 10월 4일
- 극　본 : 박영숙
- 연　출 : 윤용훈
- 줄거리 : 삼국사기에 전해오는 도미 부부의 설화 이야기

등장 인물

주요 인물
- 장진영 : 아라 (도미의 부인) 역
- 홍일권 : 도미 역
- 민욱 : 개루왕 역

그 외 인물
- 오지영 : 소마 역
- 구자미

## 제26화: 초야(招夜)
개요
- 방영일 : 1997년 10월 5일
- 극　본 : 최민수
- 연　출 : 이덕건
- 줄거리 : 신혼 첫날밤에 억울한 죽음을 당했던 녹주의 이야기

등장 인물

주요 인물
- 안연홍 : 녹주 역
- 이민우 : 자명 역
- 조옥희 : 녹주의 새어머니 역

그 외 인물
- 양재원 : 막산 역

## 이모저모
- 당초 프로포즈 후속 월화극으로 기획되었으나 1997년 6월 14일부터 주말 오후 9시에 방영되어 온 2부작 단막극 <테마 드라마>가 소재 고갈[4] 뿐 아니라 동시간대 SBS 꿈의 궁전과 그 후속작인 이웃집 여자 때문에 시청률 부진을 면치 못하자(1997년 7월 6일이 마지막 방송) 이 작품 대신 대체 편성되었는데 이에 대해 KBS 측은 "'전설의 고향'이 밤 9시대에 맞는 가족 드라마이며 방송시기가 여름방학을 끼고 있다"라 설명했으며 이 때문에 새 드라마 제작이 불투명해진 프로포즈는 애초 기획한 10부작에서 4편 늘린 14부작으로 막을 내렸다.[5]
- 시간대를 옮겨 편성된 <97 전설의 고향>은 당초 16부작으로 기획되었으나 초반에는 높은 인기를 누린 전작 꿈의 궁전 덕택에 20% 이상의 시청률을 기록했지만[6] 방영 전의 갑작스런 연출자 교체[7], 독창성 문제[8] 등으로 홍역을 치뤘던 SBS 이웃집 여자를 시청률 면에서 앞섰던 탓인지 4편 늘린 20회로 종영 계획이었다.[9]
- 하지만 4부 늘린 24부작으로 연장하는 듯 했으나 또다시 4편 늘린 28부작으로 끝낼 계획이었고 이렇게 한 것은 당초 초원의 빛 후속 TV 소설로 기획되었으나 스타급 연기자 캐스팅 문제, 광고가 붙지 않는다는 등의 이유로 시간대를 변경하여 1997년 10월 4일 첫 회가 나갈 뻔한 아씨의 캐스팅 문제 때문이었으며 우여곡절 끝에 아씨 역은 김혜선, 아씨의 남편 긍재 역은 최재성, 아씨 소작인의 아들 수만 역은 허준호가 낙점됐다.[10]
- 그러나 김혜선이 노역까지 해야 되는 아씨 역에 대한 부담 탓인지 출연을 고사한 데 이어[11] 수만 역의 허준호가 1997년 9월 28일 올린 결혼식 스케줄과 드라마 촬영 일정이 겹쳐 포기하는 바람에 제작진은 설득 끝에 이응경을 아씨 역으로 낙점시켰으며 이 과정에서 최재성이 허준호가 분할 뻔한 수만 역으로 갔지만[12] 최재성을 대신할 긍재 역 배우의 섭외 문제로 어려움을 겪었다.
- 그 후 아씨는 천신만고 끝에 선우재덕이 긍재 역으로 캐스팅됐다.[13]
- 이 때문에 28부작으로 끝낼 계획이었던 <97 전설의 고향>은 2편 축소된 26부작으로 막을 내렸다.